# Diadiaphorus
Diadiaphorus é um gênero de litopterno que viveu no Miocénico. Tinha cerca de 120 cm de comprimento e tinha hábitos herbívoros. 